# Carlos Calvo (actor)
Carlos Andrés Calvo, conocido artísticamente como Carlín Calvo (Buenos Aires, 21 de febrero de 1953-Buenos Aires, 11 de diciembre de 2020), fue un actor y comediante argentino.

## Biografía

### Comienzos
Poco después de nacer, su familia se mudó a San Antonio de Padua, provincia de Buenos Aires. Sus primeras actividades en la actuación tuvieron lugar en obras de barrio mientras asistía a la escuela. Pronto comenzó con trabajos menores en Canal 9 y Canal 7 de Buenos Aires, así como a estudiar actuación.
En 1974 tuvo lugar su primera temporada profesional como actor de la obra de teatro, La lección de anatomía, la cual incluía un desnudo. A esta le siguieron Una libra de carne y Equus, entre otras. En 1978 se sumó a una obra de Alfredo Alcón junto a Rodolfo Bebán, pero renunció al no poder adaptarse al papel.

### Televisión
Su primera incursión en la televisión fue en 1978 en La familia Superstar, de Canal 9. Al año siguiente participó en Somos nosotros y luego en Un ángel en la ciudad. En 1980 logró su primer protagónico al lado de Alberto de Mendoza y Alicia Bruzzo en la telenovela, El Rafa. En 1982 protagonizó Juan sin nombre, junto a Luisina Brando. En 1983 protagonizó junto a Federico Luppi y Luisina Brando la telenovela Los días contados, de ATC. En 1984 trabajó por primera vez con Ricardo Darín en la exitosa obra de teatro Extraña pareja, que permaneció dos temporadas en escena. Al mismo tiempo, hacía televisión y cine en Sólo un hombre y Adiós, Roberto; en esta película encarnó a un personaje homosexual.
En 1986 se separó profesionalmente de Darín y siguió con Escándalo internacional. La dupla estuvo por reunirse, junto con Susana Giménez, para la obra Sugar, pero renunció antes del estreno y fue reemplazado por Arturo Puig. Esto llevó a una pelea mediática entre ambos actores. Entre 1988 y 1989 protagonizó con Patricia Palmer la telenovela El mago, de Canal 11, premiada en Cuba. También actuó en la obra de teatro Mamá, hasta 1990.
En 1989 comenzó a formar parte de un proyecto de Canal 11, Edgar Queta, una comedia que no llegó a estrenarse. Sin embargo, el proyecto fue retomado y reformulado en 1990 tras la privatización del canal y terminó siendo la exitosa comedia, Amigos son los amigos, junto a Pablo Rago. En ésta inmortalizó al personaje de Carlín Cantoni, un mudancero que trabajaba en el negocio familiar y que utilizaba frases como «Es una lucha...» o «Vos, fumá», que hasta el día de hoy suelen ser usadas por la gente. Esta historia alcanzó hasta 50 puntos de índice de audiencia. La actividad, sin embargo, terminó por ocasionarle problemas de salud. El programa se emitió de nuevo al año siguiente, aunque sin Cris Morena, quien encarnaba en la ficción a la novia del personaje de Calvo y dejó el programa para dedicarse en cambio a la conducción televisiva. Para una tercera temporada, el ciclo fue adquirido por Canal 9, aunque Telefe retuvo a varios actores de reparto y buscó desgastar al programa emitiendo repeticiones de las dos temporadas previas.
En 1994 y 1995 no trabajó en televisión, ya que nuevamente se vio involucrado en un proyecto que no llegó a realizarse. Siguieron Hola Papi en 1996 y R.R.D.T. en 1997, donde encarnó a un padre de familia y a un director técnico, respectivamente. En 1999 protagonizó la serie de terror, Drácula, aunque no la pudo completar debido a que sufrió un accidente cerebrovascular en marzo de ese año.
En 2001 regresó a la televisión con la miniserie, El Hacker 2001, por Telefe. En 2002 hizo teatro junto a Mónica Ayos. En 2003 protagonizó Costumbres argentinas, de Ideas del Sur. En 2004 protagonizó Los Machos de América, mientras que en 2005 participó en Botines, un unitario de Canal 13. En 2006 protagonizó con Andrea Bonelli la comedia, Amo de casa. Su último trabajo en televisión fue en 2008, con la telenovela, Mujeres de nadie, que protagonizó junto a Luisa Kuliok, Laura Novoa y Eugenia Tobal.

### Salud, últimos años y Fallecimiento
En marzo de 1999 sufrió un accidente cerebrovascular (ACV), que le demandó 11 días de internación en el Instituto Argentino del Diagnóstico y Tratamiento y que le restó movilidad en la parte izquierda de su cuerpo. Realizó rehabilitación en La Habana (Cuba).
El 8 de octubre de 2010, a minutos de salir a escena con la obra, Taxi 2, Carlín Calvo olvidó el texto de la obra y al controlar sus signos vitales se percataron de que estaba sufriendo un segundo ACV. A las 23:50, fue internado de urgencia en el hospital Comunidad, en Mar del Plata. El 12 de octubre de 2010, le fue retirado el respirador artificial debido a su evolución favorable, ya que había comenzado a pronunciar algunas palabras, mover brazos y piernas y su condición se mantenía estable. Finalmente, fue dado de alta el 17 de febrero de 2011.
En 2013 se encontraba continuando su recuperación en su hogar con la compañía permanente de tres enfermeras en turnos rotativos y de su exesposa, Carina Galucci. A pesar de esto, su capacidad física y el habla habían mejorado muy poco. En 2017, su hijo Facundo declaró que Carlín seguía con el mismo tratamiento y se encontraba estable, aunque reconoció que era difícil que volviera a la actuación.
El 11 de noviembre de 2020 se dio a conocer en el programa Los ángeles de la mañana, emitido por Canal 13, que debido a su comprometido estado de salud, el actor había sido trasladado a un centro de alta complejidad a los efectos de recibir atención especializada de manera constante para garantizar el cuidado permanente por parte de profesionales idóneos. Falleció un mes después, el 11 de diciembre, a los 67 años.

## Vida personal
Tuvo varias relaciones de pareja, entre las que se destacan Christian Bach, María Noel, Cecilia Cenci, Elvia Andreoli, Luisina Brando, Marisa Mondino, Adriana Salgueiro, Julieta Ortega, y Patricia Echegoyen. En la década de 1980 tuvo una relación con Susana Giménez. En 1998 se casó con la actriz y psicóloga Carina Gallucci, con quien tuvo a sus dos hijos, Facundo y Abril. En 2010, un mes antes de su segundo accidente cerebrovascular, decidieron separarse debido a que el matrimonio venía en crisis desde fines de 2008.

## Teatro
- Los Prójimos (1972) con Jorge Maestro.
- La lección de anatomía (1974)
- Una libra de carne (1974) con Osvaldo Terranova, Oscar Casco y Mario Labardén.
- La tortuga de Cecilia (1975) con Rita Terranova y Jorge Maestro.
- Fray Mocho del 900 (1975) con Ubaldo Martínez, Lalo Hartich, Eloísa Cañizares, Catalina Speroni y Cristina Tejedor.
- Clementina, la pinguina (1976) con Rita Terranova y Raúl Rizzo.
- Equus (1976) con Miguel Ángel Solá, Susana Lanteri y Hugo Soto.
- Lorenzaccio (1978) con Alfredo Alcón, Rodolfo Bebán, Aldo Barbero y Tony Vilas.
- Una noche a la italiana (1979) con Marta González, Ricardo Bauleo, María Noel y Paulina Singerman.
- Al fin y al cabo es mi vida (1980) con Duilio Marzio, Graciela Dufau, Aída Luz, Alfredo Iglesias y Linda Peretz.
- La noche de los sinvergüenzas (1981) con Nora Cárpena, Guillermo Bredeston, Dorys del Valle, Emilio Disi y Patricia Dal.
- El amor en pijamas (1981) con Cristina del Valle, Jorge Mayorano y Cristina Murta.
- Engañemos a mi mujer (1982) con Alberto de Mendoza, Silvia Montanari, Marta Bianchi y Zulma Faiad.
- Chúmbale (1983) con Luisina Brando, Graciela Pal y Cecilia Maresca.
- Extraña pareja (1984) con Ricardo Darín.
- Taxi (1985) con Ricardo Darín, Marta González y Mario Alarcón.
- Escándalo internacional (1986) con María Valenzuela, Marita Ballesteros, Alberto Fernández de Rosa y Carlos Moreno.
- Día de fiesta (1987) con Raúl Taibo, Beatriz Taibo, Berugo Carámbula, Raúl Rossi y Mónica Gonzaga.
- Mamá (1988/1990) con Luisina Brando, Aída Luz y Catalina Speroni.
- Mi familia (1991) con Enzo Viena, Mabel Landó, Pablo Rago, Cris Morena y Patricia Echegoyen.
- Amigos son los amigos (1992) con Enzo Viena, Pablo Rago, Katja Alemann, Mabel Landó y Menchu Quesada.
- Carlín (1993) con Enzo Viena, Pablo Rago, Katja Alemann, Mabel Landó, Jorge Mayorano y Menchu Quesada.
- Risas en el piso 23 (1994) con Gianni Lunadei, Alejandra da Passano, Jorge Sassi, Fabián Gianola y María Carámbula.
- La pulga en la oreja (1995/1996) con Soledad Silveyra, Gianni Lunadei y Claudia Lapacó.
- El prisionero de la segunda avenida (2001) con Soledad Silveyra, Alicia Aller y Carlos Roffé.
- Casi un ángel (2002/2003) con Mónica Ayos.
- Money, money (2003/2004) con Carmen Barbieri, Santiago Bal, Gustavo Garzón, Andrea Frigerio y Carlos Moreno.
- Taxi, el original (2004/2005) con Mónica Ayos, Fabián Gianola, Andrea Frigerio y Carlos Moreno.
- Extraña pareja (2006/2008) con Pablo Rago, Mónica Antonópulos y Anabel Cherubito.
- Taxi, segunda parte (2008/2009) con Adriana Salgueiro, Fabián Gianola, Flavia Palmiero, Daniela Cardone, Mario Alarcón y Dalma Maradona.
- Rumores (2009/2010) con Reina Reech, Nicolás Vázquez y Carina Zampini.
- Leonas (2015) con Carmen Barbieri y Nazarena Vélez.

## Filmografía

### Cine
| Cine | Cine                    | Cine                       | Cine             |
| Año  | Película                | Personaje                  | Director         |
| ---- | ----------------------- | -------------------------- | ---------------- |
| 1977 | ¿Qué es el otoño?       | Estudiante de arquitectura | David José Kohon |
| 1979 | Este loco amor loco     | Raúl                       | Eva Landeck      |
| 1980 | Locos por la música     | Julio                      | Enrique Dawi     |
| 1980 | Los hijos de López      | Gerardo López              | Enrique Dawi     |
| 1981 | Ritmo, amor y primavera | Agapito Culaciatti Grosso  | Enrique Carreras |
| 1985 | Adiós, Roberto          | Roberto Mazzitelli         | Enrique Dawi     |
| 1997 | Comodines               | Norberto Lorenzi           | Jorge Nisco      |

### Televisión
| Año       | Título                          | Canal              | Personaje                                |
| --------- | ------------------------------- | ------------------ | ---------------------------------------- |
| 1974      | La casa, el teatro y usted      | Canal 11           |                                          |
| 1975      | Teatro popular                  | Canal 7            |                                          |
| 1977      | Despertar al sol                | Canal 7            |                                          |
| 1978      | La familia Super Star           | Canal 9            | Carlos                                   |
| 1978      | Cumbres Borrascosas             | Canal 13           | Edgardo                                  |
| 1979      | Somos nosotros                  | Canal 9            | Carlos                                   |
| 1979-1980 | Profesión, ama de casa          | Canal 9            | Jorge                                    |
| 1979-1980 | Yo, el sexy                     | Canal 9            | Jorge                                    |
| 1980      | Un ángel en la ciudad           | Canal 9            | Ciro                                     |
| 1980      | Como en el teatro               | Canal 9            | Episodio: "La novia de papá"             |
| 1980      | Como en el teatro               | Canal 9            | Episodio: "Pato a la naranja"            |
| 1981      | El ciclo de Brédeston y Cárpena | Canal 9            | Jerónimo                                 |
| 1981      | El ciclo de Brédeston y Cárpena | Canal 9            | Pedro                                    |
| 1980-1982 | El Rafa                         | Canal 9            | "Cholo" Minelli                          |
| 1982      | Juan sin nombre                 | Canal 9            | Juan                                     |
| 1983      | Los días contados               | ATC                | Bruno                                    |
| 1984      | Galas de teatro                 | Canal 11           | Episodio: "Al sur"                       |
| 1984      | Galas de teatro                 | Canal 11           | Episodio: "Casi una noche de verano"     |
| 1984      | Tal como somos                  | Canal 11           | Varios                                   |
| 1984      | Los exclusivos del 11           | Canal 11           | Episodio: "El páramo"                    |
| 1985      | Sólo un hombre                  | Canal 9            | Claudio Paz                              |
| 1987      | El corrupto                     | Canal 3 de Rosario | Detective Villalba                       |
| 1988-1989 | El mago                         | Canal 11           | Fernando Herrera                         |
| 1990-1993 | Amigos son los amigos           | Telefé/Canal 9     | Carlos "Carlín" Cantoni                  |
| 1994      | La marca del deseo              | Telefe             | El mismo                                 |
| 1995-1996 | Hola papi                       | Canal 13           | Carlín Brunetti                          |
| 1996      | Tres tristes tigres del trece   | Canal 13           | Entrevistado por Jorge Guinzburg         |
| 1997-1998 | R.R.D.T.                        | Canal 13           | Rodolfo Rojas                            |
| 1998      | Gasoleros                       | Canal 13           | Rodolfo Rojas (participación especial)   |
| 1999      | Drácula                         | América TV         | Profesor Dreshko                         |
| 2000      | Vulnerables                     | Canal 13           | José Pérez                               |
| 2001      | El Hacker                       | Telefé             | Dante Rossi "Próspero"                   |
| 2003      | Costumbres argentinas           | Telefé             | Vicente "Coco" Rosetti                   |
| 2004      | Los machos de América           | América TV         | José María                               |
| 2005      | Botines                         | Canal 13           | Episodio: «Un millón y medio de razones» |
| 2006      | Amo de casa                     | Canal 9            | Alberto Zanetti                          |
| 2008      | Mujeres de nadie                | Canal 13           | Diego Porta                              |

## Premios
- 2004: Martín Fierro
- Mejor comedia (por Costumbres argentinas).